# Pilar Miró
Pour les articles homonymes, voir Miro.
Pilar Miró, née le 20 avril 1940 et morte le 19 octobre 1997 à Madrid, est une réalisatrice espagnole.

## Biographie
Après des études de droit et de journalisme, Pilar Miró entre à l'École Officielle de Cinématographie (issue de l'ancien IIEC, fondé en 1947). Elle devient la première femme réalisatrice à la Télévision espagnole. On compte à son acquis près de deux cents films pour la télévision, à laquelle elle consacre plus de vingt ans de carrière.
Elle débute au cinéma en 1976 avec La petición (La demande en mariage) d'après un conte d'Émile Zola. Mais, c'est El crimen de Cuenca, réalisé en 1979, qui assure sa célébrité : le film traitant de crimes exécutés par la Guardia Civil, provoque un grand retentissement public. Il devra néanmoins affronter les mailles de la censure et la réalisatrice sera accusée de diffamation. À la suite d'une vague progressiste et antimilitariste, consécutive à l'échec du coup d'État du 23 février 1981 perpétré par des officiers de l'armée, la cinéaste est alors déclarée non coupable et, en août de la même année, le film est projeté dans toute la péninsule.
Militante du PSOE, Pilar Miró est nommée en 1982 à la Direction générale du cinéma, auprès du Ministère de la Culture du gouvernement Felipe González. Au cours de cette période, elle est chargée d'accomplir la réforme la plus importante de l'histoire du cinéma espagnol. La loi Miró - série de mesures contenues dans le royal décret du 28 décembre 1983 - s'inspire du système français et lorsque celle-ci démissionne de son poste, en 1985, le cinéma espagnol semble s'être doté d'« une organisation solide ayant le consensus de tous les professionnels. » Un an plus tard, elle accepte les fonctions de Directrice générale de la Radio et de la Télévision. Elle assume ses responsabilités en dépit d'une grave insuffisance cardiaque qui la force à subir deux interventions chirurgicales à cœur ouvert. Accusée en 1989 d'abus de fonds publics, elle est contrainte de renoncer à son poste. Jugée, elle est acquittée en 1992. En 1996, elle porte à l'écran Le Chien du jardinier de Lope de Vega, ce sera son dernier film. Toujours très active, Pilar Miró succombe à un infarctus à l'âge de 57 ans, en octobre 1997.

## Filmographie
- 1976 : La petición (es)
- 1980 : Le Crime de Cuenca (El crimen de Cuenca)
- 1980 : Gary Cooper, qui êtes aux cieux (Gary Cooper, que estás en los cielos)
- 1982 : Hablamos esta noche (es)
- 1986 : Werther
- 1991 : Beltenebros
- 1993 : El párajo de la felicidad (es)
- 1996 : Tu nombre envenena mis sueños (es)
- 1996 : Le Chien du jardinier (El perro del hortelano)

## Distinctions
- Ours d'argent au Festival de Berlin 1991 pour Beltenebros
- Prix Goya de la meilleure réalisation et du meilleur scénario pour Le Chien du jardinier (El perro del hortelano) en 1996.